# Kawanishi N1K-J Shiden
Kawanishi N1K-J Shiden (japanska: 強風) var ett japanskt, enmotorigt, landbaserat jaktplan som användes under andra världskriget. Planet var i tjänst 1943-1945, dess allierade rapporteringsnamn var George. Shiden anses vara ett av det japanska imperiets bästa jaktplan under stillahavskriget, och kunde konkurrera även med det sena allierade jaktflyget, så som F6F Hellcat och P-51 Mustang.
N1K kombinerade tung beväpning med god manöverbarhet samt en kraftfull motor, men led precis som de andra japanska flyget mot slutet av kriget av dålig kvalitetskontroll, brist på reservdelar och erfarna piloter, samt låg bränslekvalitet. 

## Utveckling
Kawanishi Kōkūki insåg sent 1941 att deras sjöflygplan Kawanishi N1K Kyofu även hade potential som landbaserat flygplan. De väldiga pontonerna kunde bytas ut mot ett infällbart landningsställ, vilket skulle minska luftmotståndet och vikten markant, vilket i sin tur kraftigt skulle öka planets prestanda. Chefsdesigner på Kawanishi, Shizuo Kikuhara, förde idén vidare till kejserliga japanska flottans luftkår. På grund av förseningar av Mitsubishi A7M och Mitsubishi J2M Raiden fick Shizuo Kikuhara godkänt att genomföra sin plan omgående. 
Förutom borttagandet av pontonerna gjordes en rad modifikationer. Den ursprungliga 14-cylindriga Mitsubishi Kasei-motorn byttes ut mot den kraftfullare, 18-cylindriga Homare-motorn från Nakajima. Propellern ersattes med en betydligt större, den bakre delen av flygkroppen ritades om, och den främre delen kunde göras smalare p.g.a. Homare-motorns mindre diameter. Propellerns storlek samt vingarnas mittmontering gjorde att landningsstället behövde vara mycket långt. Detta krävde en teleskopskonfiguration, där landningsstället först fälls ihop likt ett teleskop för att sedan fällas in under vingarna och flygkroppen.
Prototypen flög första gången den 27 december 1942, och visade upp imponerande egenskaper, men motorn och landningshjulens teleskopstag orsakade problem. I övrigt visade prototypen goda potential. Topphastigheten visade sig vara lägre än samtida J2M, men N1K var mer manöverbart och dess hastighet överträffade fortfarande A6M5 Zero.
Trots problemen med landningsstället, Homare-motorn samt att testpiloter vittnade om avgaser i cockpit, gav flottans luftkår order om att planet skulle massproduceras. N1K1-J, där "-J" angav en landbaserad version av tidigare N1K1, sattes i massproduktion i augusti 1943. Prototypen var beväpnad med 2 × 7,7 mm ksp (totalt 1 100 skott) samt 2 × 20 mm automatkanoner i vingarna (totalt 400 skott). När N1K skulle serieproduceras tillades ytterligare två 20 mm akan i kapslar under vingarna. 
Under 1943 blev det uppenbart att planet kommit för tidigt i aktiv tjänst. Bland annat visade det sig att hjulbromsarna inte var tillräckligt effektiva och att det långa landningsstället riskerade att vikas under planet vid landning. Endast fyra dagar efter prototypens första flygning hade man beslutat att gå igenom designen av planet, i syfte att ta fram en bättre version. Detta ledde till ett antal modifieringar. Man sänkte vingen från att ha suttit mitt på flygkroppen till att sitta i botten av den, vilket ledde i sin tur till att man kunde skippa de komplicerade teleskopstagen för landningshjulen, eftersom dessa inte längre behövde vara lika långa. Vidare förlängdes flygkroppen och stjärtfenan ritades om. Hela konstruktionen synades och justeringar gjordes, resultatet av detta var att över en tredjedel av dess komponenter kunde plockas bort, vilket gjorde att den vägde 250 kg mindre samt var enklare att massproducera. Den nya variantens prototyp flög första gången 1 januari 1944 och sattes omedelbart i produktion under namnet N1K2-J. Beväpningen sågs även över, de två 7,7 mm ksp togs bort, och samtliga 20 mm akan monterades som fast beväpning i vingarna med större mängd ammunition (250 skott/kanon för de inre paret, 200 skott/kanon för det yttre för totalt 900 skott). 
Den nya versionen var utrustad med bepansring runt cockpit (inklusive 70 mm tjockt pansarglas), automatisk brandsläckare vid bränsletankarna samt självförslutande bränsletankar. Förutom detta var planet utrustad med unika klaffar. Dessa fälldes ut upp till 30° och justerades automatiskt efter flygplanets hastighet och mängden G-krafter planet utsattes för, detta underlättade för piloten som inte behövde koncentrera sig på detta i strid. Dessa klaffar minskade risken för att hamna i överstegring, samt minskade planets svängradie. N1K var ett flygplan med relativt hög vingbelastning med japanska samtida mått mätt, och flögs därför bäst av erfarna piloter.

## Användning

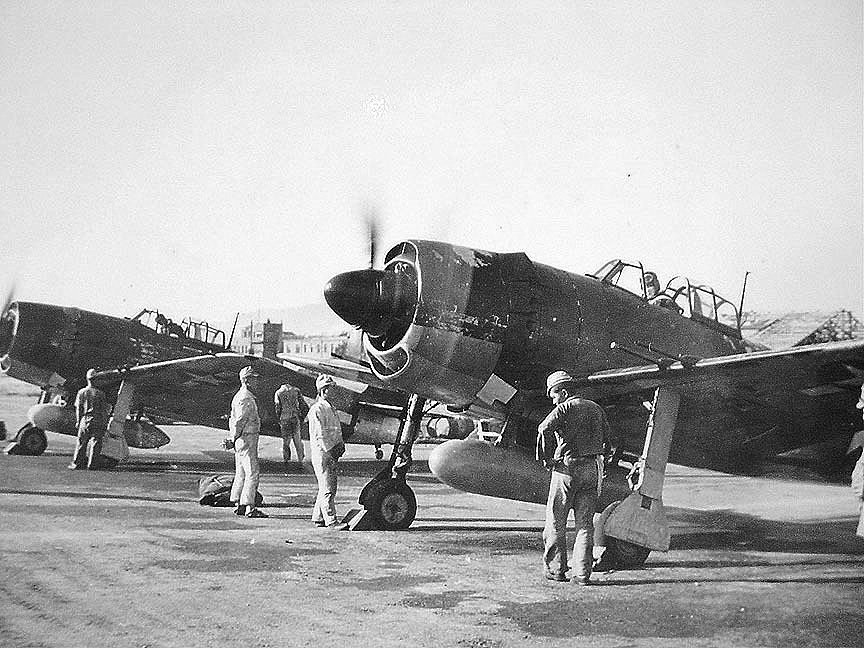
N1K2-J

N1K1-J deltog i sina första strider över Filippinerna. Resultaten var mycket goda, och det japanska jaktplanet kunde mäta sig med dess amerikanska motståndare. Många av planen gick dock förlorade på marken, dels på grund av tidigare nämnda problem med landningsstället, dels på grund av brist på reservdelar allt eftersom den japanska krigssituationen förvärrades. Erfaren japansk markpersonal hade vid den tidpunkt i kriget blivit ovanlig, och flera N1K fick därför undermåligt underhåll.
1 007 N1K1-J tillverkades innan man gick över till produktion av den förbättrade N1K2-J, som visade ännu bättre resultat i strid än sin föregångare, och hade stor framgång mot amerikanskt jaktflyg. Ganska snart sattes N1K in mot de B-29:or som bombade det japanska fastlandet, resultaten här var mindre imponerande, mest på grund av att N1K inte hade tillräcklig stigförmåga för att nå de amerikanska bombplanen i tid.
Jämfört med samtida Nakajima Ki-84, som generellt sett anses vara det japanska imperiets bästa jaktplan under andra världskriget, var N1K2-J långsammare med sämre stigförmåga, men hade bättre manöverbarhet och svängradie.
Endast 423 N1K2-J hann produceras innan krigsslutet. Produktionstakten hade under 1945 saktats ned avsevärt p.g.a. de ständiga bombningarna av den japanska industrin.
Planet hade vid krigsslutet kämpat vid Formosa, Honshu, Okinawa och Filippinerna. N1K användes även i Kamikazerollen.

## Varianter

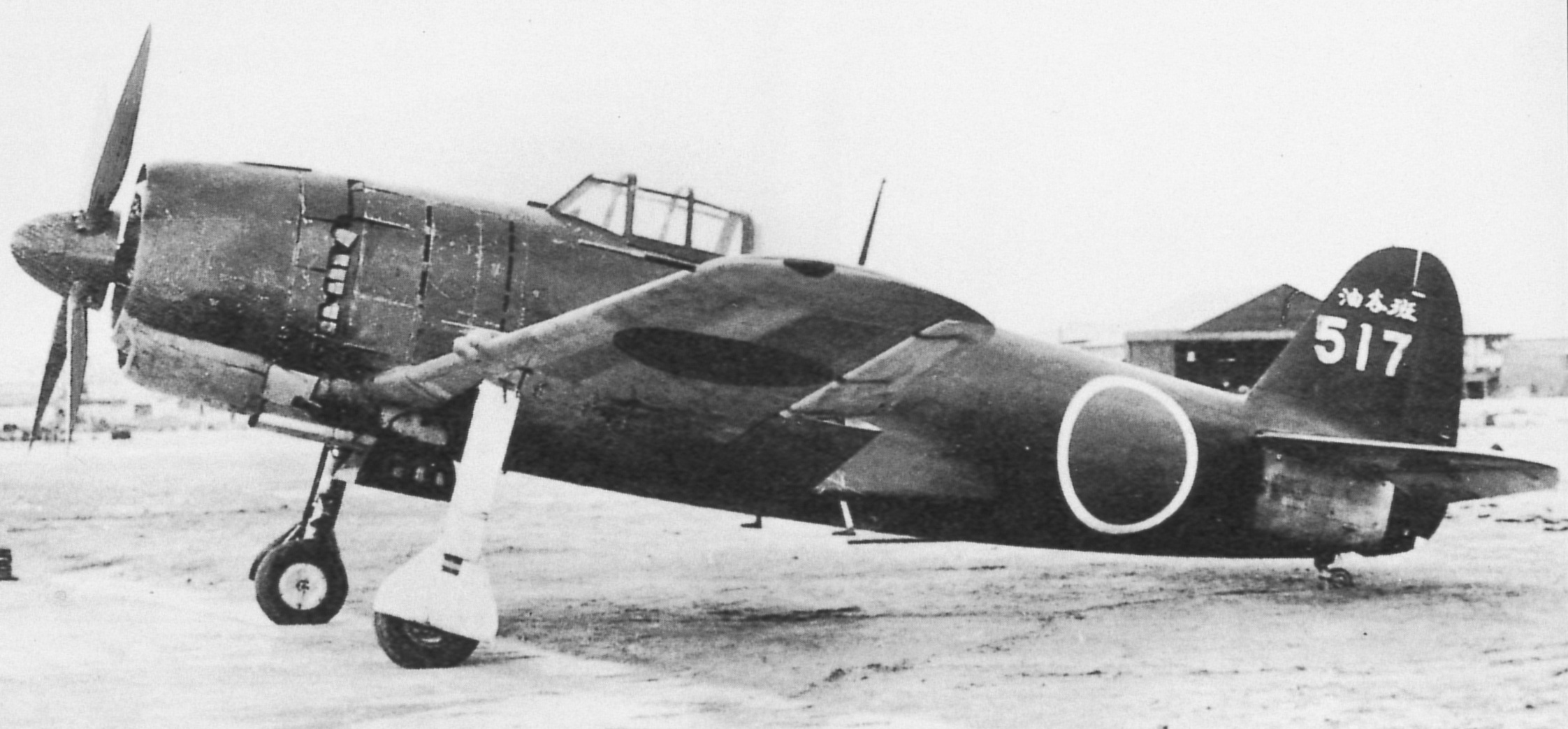
En av de två producerade N1K4

- N1K1-Ja, variant beväpnad enbart med fyra vingmonterade 20 mm kanoner.
- N1K1-Jb, samma beväpning som ovanstående variant plus plats för två 250 kgs bomber under vingarna.
- N1K1-Jc, vidareutveckling av N1K1-Jb med plats för fyra istället för två bomber under vingarna.
- N1K2-J, massivt omdesignad variant, beväpning var dock den samma som hos N1K1-Jb. 423 exemplar byggdes.
- N1K3-J, variant där motorn flyttats fram 15,2 cm för att öka stabiliteten. Beväpningen bestod av fyra vingmonterade 20 mm kanoner plus två 13,2 mm kulsprutor.
- N1K3-A, hangarfartygsbaserad variant av NiK3-J, inga exemplar byggdes.
- N1K4-J, variant med samma beväpning som hos N1K3-J men med en mer kraftfull Nakajima Nk9H-S Homare 23-motor på 1 491 kW (2 000 hk), två prototyper byggdes.
- N1K4-A, hangarfartygsbaserad variant av N1K4-J.
- N1K5-J, variant utrustad med samma beväpning som N1K3-J men med en Mitsubishi MK9A stjärnmotor på 1 641 kW (2 200 hk), den enda prototypen förstördes innan den var färdigbyggd.

Totalt byggdes det 1 007 plan av N1K1-J (inräknat prototyper och undervarianter) och 423 plan av N1K2-J.